# Ischyja albata
Ischyja albata är en fjärilsart som beskrevs av Felder 1874. Ischyja albata ingår i släktet Ischyja och familjen nattflyn. Inga underarter finns listade i Catalogue of Life.

## Bildgalleri

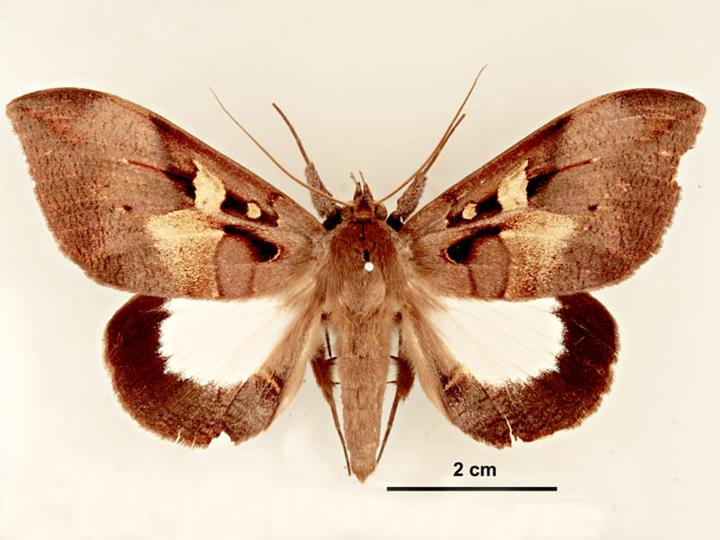
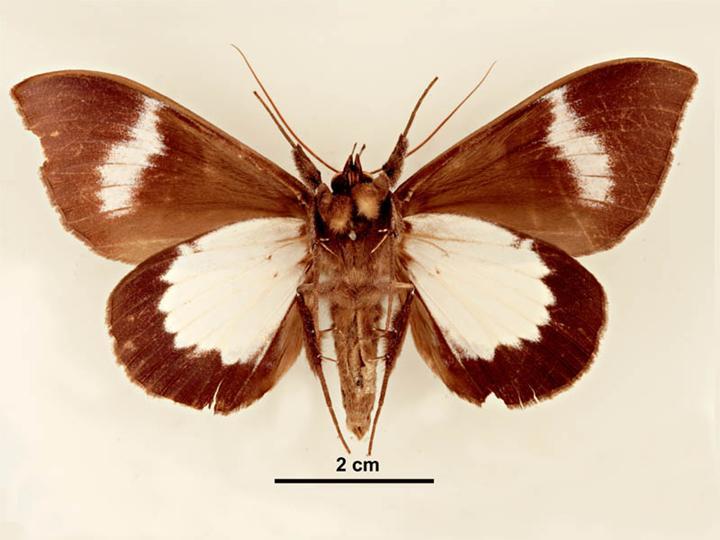
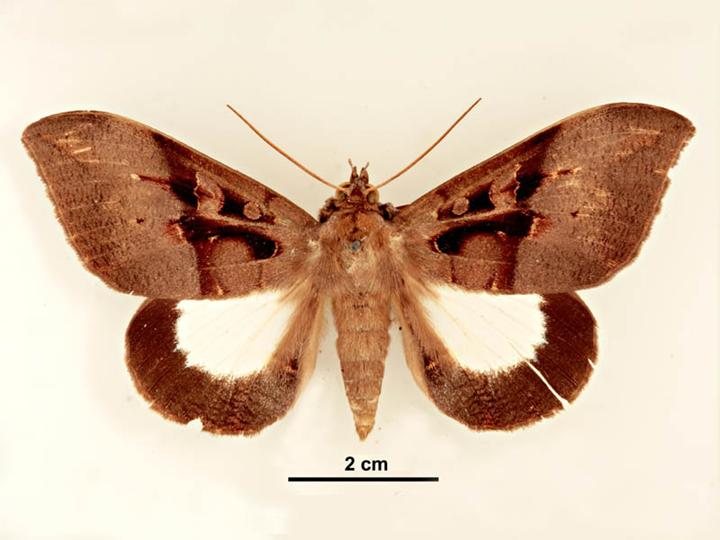
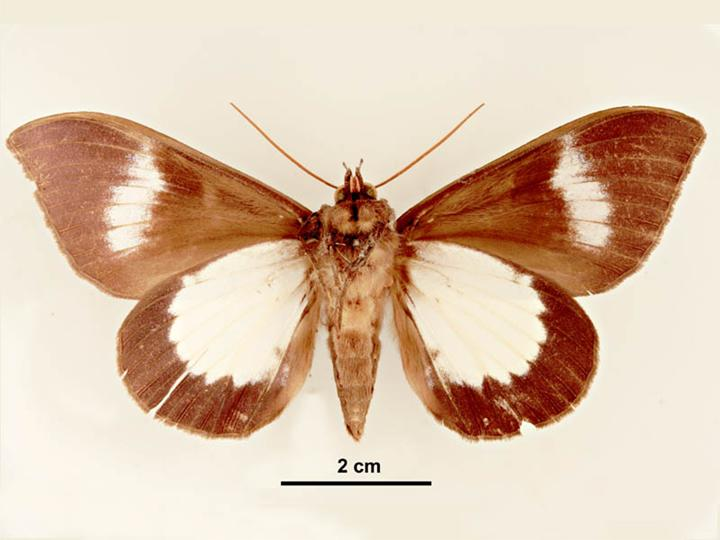